# Am nördlichen Zeisigwald
Das Naturschutzgebiet (NSG) Am nördlichen Zeisigwald liegt in der kreisfreien Stadt Chemnitz in Sachsen. Das 36 ha große Gebiet mit der NSG-Nr. C 100 liegt am nordöstlichen Stadtrand von Chemnitz,  östlich des Chemnitzer Stadtteils Hilbersdorf, am Nordrand des Zeisigwaldes. Es wurde im Jahr 2013 als NSG ausgewiesen.